# Virtuosi
Virtuosi is een studioalbum van Gary Burton en Makoto Ozone. Dit duo werkte klassieke stukken om tot jazz. Burton en Makoto hadden al een lange tijd van samenwerking met elkaar. Het album werd in vier dagen opgenomen in de Bluejay geluidsstudio in Carlisle (Massachusetts). De albumtitel verwijst naar de benodigde virtuositeit.

## Musici
- Gary Burton – vibrafoon
- Makoto Ozone – pianoo

## Muziek
| Nr. | Titel | Duur  |
| --- | --- | ----- |
| 1.  | Le tombeau de Couperin, prelude (Maurice Ravel, Marc H. Bonilla)                                         | 5:14  |
| 2.  | Excursions I, opus 20 (Samuel Barber)                                                                    | 5:32  |
| 3.  | Prelude nr 8 opus 32 (Sergej Rachmaninov)                                                                | 4:05  |
| 4.  | Milonga (Jorge Cardoso)                                                                                  | 6:05  |
| 5.  | Prelude nr. 2 (George Gershwin)                                                                          | 6:23  |
| 6.  | Sonate K20 (Domenico Scarlatti)                                                                          | 6:35  |
| 7.  | Three little oddities-Impromptu (Zez Confrey)                                                            | 6:04  |
| 8.  | Pianoconcert – deel 3 (George Gershwin)                                                                  | 6:18  |
| 9.  | Lakmé medley: Berceuse/Duettino (Leo Delibes, Philippe Gille, Edmond Julie Gondinet, Mayhew Lester Lake) | 10:24 |
| 10. | Capriccio, opus 20 (Johannes Brahms)                                                                     | 5;51  |
| 11. | Something borrowed, something blue (Makoto Ozone)                                                        | 6:11  |